# Гаплогруппа U4 (мтДНК)
Гаплогруппа U4 — гаплогруппа митохондриальной ДНК человека.

## Субклады
- U4
  - U4a
  - U4b
  - U4c
  -  U4d

## Распространение

### Кавказ
Абхазия
- абхазы — 5,1 % (137)
- мегрелы — 14,3 % (77)

Адыгея
- адыгейцы — 1,9 % (155)

Карачаево-Черкесия
- абазины — 1,0 % (105)
- карачаевцы — 1,9 % (106); 2,4 % (123)[2]
- кубанские ногайцы — 3,1 % (131)
- черкесы — 0,8 % (123)

Северная Осетия
- северные осетины — 0,7 % (138)
- южные осетины — 4,2 % (24)

U4a1 и U4a2 встречается в современной популяции Центральной и Восточной Европы (русские, белорусы, украинцы, поляки и словаки) - в среднем 4,6%; Северо-Восточная Европы (финны, карелы, эстонцы, латыши, литовцы) - в среднем 2,5%; Волго-Уральского региона(марийцы, коми-зыряне, коми-пермяки, мордва, удмурты, чуваши, татары, башкиры) - в среднем 6,7%. Центральной и Западной Европы (британцы, немцы, чехи, австрийцы, швейцарцы, боснийцы, словенцы, итальянцы, французы, испанцы и португальцы)- в среднем 1,1% .
U4 более 3% встречается в некоторых современных популяциях Испании: Кантабрия - 3,8%; Каталония - 3,8%; Франции: Бирон (Атлантические Пиренеи) - 6,2%; Сарта и Мен и Луара - 4,4%; Атлантическая Луара - 4%; Великобритания: Корнуолл - 4,3%; в некоторых частях Германии до 6,3%; в Австрии - 4%; в Швейцарии - 3,9% 
На Кавказе и Турции U4 встречается в Грузии (18%), в Армении (6,8%), в Турции (1%) .
Из современных народов за пределами Европы и Кавказа U4 встречается особенно в Иране (3%) и по всей Центральной Азии, особенно в Кыргызстане (3%), Туркменистане (3%), Узбекистане (2,5%) и Казахстане (2%), а также в части Сибири, особенно в Республике Алтай (5%) и среди носителей языков ханты и манси (12%). U4 также встречается с высокой частотой у некоторых этнических групп в Пакистане и Афганистане, в том числе у белуджей (2,5%), хунза бурушо (4,5%), хазарейцев (8%), парсов (13,5%) и особенно у калашей Гиндукуша (34%).
Описание Ульрике (Ulrike)(U4) от Брайана Сайкса:
Клан Ульрике по-немецки «Хозяйка всего») не входит в число первоначальных кланов «Семи дочерей Евы» (семь главных митохондриальных европейских родословных), но, имея в своем составе чуть менее 2% европейцев, он претендует на то, чтобы быть включенным в число численно важных кланов. Ульрике жила около 18 000 лет назад в холодных убежищах Украины на северных границах человеческого обитания. Хотя потомки Ульрике редко встречаются, клан сегодня встречается в основном на востоке и севере Европы с особенно высокой концентрацией в Скандинавии и странах Балтии.

## Палеогенетика

### Мезолит
- UBVG1 (8112 лет до н. э.) и BVG2 (8988 лет до н. э.), найденным в многослойном торфяном участке Береговая 2, расположенном примерно в 150 км к северо-западу от Екатеринбурга [10][11].
- Ukraine_N1=I1378 (6469-6293 лет до н. э.) днепро-донецкой культуры[12].
- Bad Dürrenberg 2 __ Бад-Дюрренберг, Зале (район), Саксония-Анхальт, Германия __ ca. 6850 calBC (7930±90 BP, OxA-3136) __ Ж __ U4.[13]
- Оленеостровский могильник (Онежское озеро) (ок.7500 лет до н. э.)[14].
- Ajv4, Fri24, Ire5, Ire4 на острове Готланд в Швеции (5000 - 4400 лет до н. э.) [15].

### Неолит
Могильники мариупольского типа
- I1732 | StPet3, inv. 6204/7 __ Vovnigi 2 __ Вовниги, Днепропетровская область, Украина __ 5372-5134 calBCE (6300±40 BP, Poz-81130) __ Ж __ U4b > U4*.[16]

Вильнёв-Сен-Жермен (культура)
- GLN 231B __ Gurgy "Les Noisats" __ Осер (округ), Йонна, Бургундия — Франш-Конте, Франция __ 4900–4500 calBC __ U4.[17]

### Халколит
Варненская культура
- ANI153 | VAR44 __ Varna I (grave 44) __ Варна, Варненская область, Болгария __ 4551-4374 calBCE (5657±30 BP, OxA-13692) __ М __ R1 > R-V88 # U4.[16]

### Бронзовый век
Ямная культура
- I11736 __ Mereke (kurgan 1, burial 4) __ Мереке (Таскалинский район), Западно-Казахстанская область, Казахстан __ 3307-2928 calBCE (4425±20 BP, PSUAMS-4944) __ Ж __ U4.[18]
- RISE548 __ Temrta IV (kurgan 1, grave 6) __ Ремонтненский район, Ростовская область, Россия __ 3000–2400 BCE (4650 BP) __ М __ R1b1a1a2a2 (R-M12149) # U4.[19][16]

Культура шнуровой керамики
- RISE434 __ Tiefbrunn (3/1) __ Регенсбург (район), Верхний Пфальц, Бавария, Германия __ 2880-2630 calBCE (4161±34 BP, UBA-27946) __ М __ R1 > R-M417 # U4.[19][16]

Унетицкая культура
- RISE109 __ Wojkowice (grave 1044) __ Журавина, Вроцлавский повет, Нижнесилезское воеводство, Польша __ 1954-1772 calBCE (3544±26 BP, UB-16557) __ Ж __ U4.[19][16]

### Железный век
Скифская культура
- KOL_3 __ Kolbino 1 (kurgan 10_I) __ Колбино, Репьёвский район, Воронежская область, Россия __ 3rd c. BCE __ U4.[20]

### Средние века
Викинги
- VK270 | Sweden_Karda 25 __ Kärda RAÄ 42b __ Йёнчёпинг (лен), Швеция __ 9-11th centuries CE __ Ж __ U4.[21]

Ганзейская лига
- HGH-1219 __ Heiligen-Geist-Hospital (Lübeck)[нем.] __ Старый город (Любек), Шлезвиг-Гольштейн, Германия __ XIII–XIV вв. __ М __ U4.[22]

### Новое время
История Уттаракханда
- R50 __ Роопкунд __ Чамоли, Гархвал, Уттаракханд, Индия __ 18 век __ U4.[23]

## Публикации
2009
- Bramanti B, Thomas MG, Haak W; et al. (Октябрь 2009). Genetic Discontinuity Between Local Hunter-Gatherers and Central Europe's First Farmers. Science. 326 (5949): 137–140. doi:10.1126/science.1176869. PMID 19729620. {{cite journal}}: Явное указание et al. в: |author= (справка)Википедия:Обслуживание CS1 (множественные имена: authors list) (ссылка)

2010
- Литвинов С. С. Изучение генетической структуры народов Западного Кавказа по данным о полиморфизме Y-хромосомы, митохондриальной ДНК и Alu-инсерций. — Уфа, 2010. — 23 с.

2015
- Rivollat M; Mendisco F; Pemonge MH; Safi A; Saint-Marc D; Brémond A; Couture-Veschambre C; Rottier S; Deguilloux MF (Апрель 2015). When the Waves of European Neolithization Met: First Paleogenetic Evidence from Early Farmers in the Southern Paris Basin. PLOS One. 10 (4): e0125521. doi:10.1371/journal.pone.0125521. PMC 4415815. PMID 25928633.{{cite journal}}:  Википедия:Обслуживание CS1 (не помеченный открытым DOI) (ссылка)
- Allentoft ME, Sikora M, Sjögren KG; et al. (Июнь 2015). Population genomics of Bronze Age Eurasia. Nature. 522 (7555): 167–172. doi:10.1038/nature14507. PMID 26062507. {{cite journal}}: Явное указание et al. в: |author= (справка)Википедия:Обслуживание CS1 (множественные имена: authors list) (ссылка)

2017
- Unterländer M, Palstra F, Lazaridis I; et al. (Март 2017). Ancestry and demography and descendants of Iron Age nomads of the Eurasian Steppe. Nature Communications. 8. doi:10.1038/ncomms14615. PMC 5337992. PMID 28256537. {{cite journal}}: Явное указание et al. в: |author= (справка)Википедия:Обслуживание CS1 (множественные имена: authors list) (ссылка)

2018
- Mathieson I, Alpaslan-Roodenberg S, Posth C; et al. (Март 2018). The genomic history of southeastern Europe. Nature. 555 (7695): 197–203. doi:10.1038/nature25778. PMC 6091220. PMID 29466330. {{cite journal}}: Явное указание et al. в: |author= (справка)Википедия:Обслуживание CS1 (множественные имена: authors list) (ссылка)
- Damgaard PB, Marchi N, Rasmussen S; et al. (Май 2018). 137 ancient human genomes from across the Eurasian steppes. Nature. 557 (7705): 369–374. doi:10.1038/s41586-018-0094-2. PMID 29743675. {{cite journal}}: Явное указание et al. в: |author= (справка)Википедия:Обслуживание CS1 (множественные имена: authors list) (ссылка)

2019
- Джаубермезов М. А., Екомасова Н. В., Рейдла М., Литвинов С. С., Габидуллина Л. Р., Виллемс Р., Хуснутдинова Э. К. Генетическая характеристика балкарцев и карачаевцев по данным об изменчивости митохондриальной ДНК // Генетика. — 2019. — Т. 55, № 1. — С. 110—120.
- Harney É, Nayak A, Patterson N; et al. (Август 2019). Ancient DNA from the skeletons of Roopkund Lake reveals Mediterranean migrants in India. Nature Communications. 10 (1). doi:10.1038/s41467-019-11357-9. PMC 6702210. PMID 31431628. {{cite journal}}: Явное указание et al. в: |author= (справка)Википедия:Обслуживание CS1 (множественные имена: authors list) (ссылка)
- Narasimhan V., Patterson N., Moorjani P; et al. (Сентябрь 2019). The formation of human populations in South and Central Asia. Science. 365 (6457). doi:10.1126/science.aat7487. PMC 6822619. PMID 31488661. {{cite journal}}: Явное указание et al. в: |author= (справка)Википедия:Обслуживание CS1 (множественные имена: authors list) (ссылка)

2020
- Margaryan A, Lawson DJ, Sikora M; et al. (Сентябрь 2020). Population genomics of the Viking world. Nature. 585 (7825): 390–396. doi:10.1038/s41586-020-2688-8. PMID 32939067. {{cite journal}}: Явное указание et al. в: |author= (справка)Википедия:Обслуживание CS1 (множественные имена: authors list) (ссылка)

2021
- Haller M, Callan K, Susat J; et al. (Май 2021). Mass burial genomics reveals outbreak of enteric paratyphoid fever in the Late Medieval trade city Lübeck. iScience. 24 (5). doi:10.1016/j.isci.2021.102419. PMC 8100618. PMID 33997698. {{cite journal}}: Явное указание et al. в: |author= (справка)Википедия:Обслуживание CS1 (множественные имена: authors list) (ссылка)